# Nepál hadereje
Nepál hadereje a szárazföldi erőkből és a légierőből áll.

## Fegyveres erők létszáma
- Aktív: 51 000 fő

## Szárazföldi erők
Létszám
50 680 fő
Állomány
- Királyi Gárda
- 7 gyalog dandár
- 44 önálló gyalogos század
- 1 ejtőernyős század
- 2 kisegítő század
- 1 páncélos felderítő század
- 1 tüzér dandár
- 1 műszaki dandár

Felszerelés
- 40 db felderítő harcjármű (Ferret)
- 130 db páncélozott szállító jármű
- 14 db vontatásos tüzérségi löveg

## Légierő
Létszám: 380 fő
Felszerelés
- 15 db szállító repülőgép